# Пітерборо (Нью-Гемпшир)
Пітерборо (англ. Peterborough) — місто (англ. town) в США, в окрузі Гіллсборо штату Нью-Гемпшир. Населення — 6418 осіб (2020).

## Демографія
Згідно з переписом 2010 року, у місті мешкали 6284 особи в 2713 домогосподарствах у складі 1629 родин. Було 2956 помешкань
Расовий склад населення:
| - 96,1 % — білих - 1,8 % — азіатів - 0,7 % — чорних або афроамериканців - 0,2 % — корінних американців |

До двох чи більше рас належало 0,8 %. Частка іспаномовних становила 1,4 % від усіх жителів.
За віковим діапазоном населення розподілялося таким чином: 21,5 % — особи молодші 18 років, 56,5 % — особи у віці 18—64 років, 22,0 % — особи у віці 65 років та старші. Медіана віку мешканця становила 46,6 року. На 100 осіб жіночої статі у місті припадало 86,9 чоловіків;  на 100 жінок у віці від 18 років та старших — 81,7 чоловіків також старших 18 років.
Середній дохід на одне домашнє господарство  становив 109 901 долар США (медіана — 78 031), а середній дохід на одну сім'ю — 131 083 долари (медіана — 109 383). Медіана доходів становила 79 545 доларів для чоловіків та 50 385 доларів для жінок. За межею бідності перебувало 7,1 % осіб, у тому числі 7,0 % дітей у віці до 18 років та 4,8 % осіб у віці 65 років та старших.
Цивільне працевлаштоване населення становило 3304 особи. Основні галузі зайнятості: освіта, охорона здоров'я та соціальна допомога — 31,7 %, виробництво — 13,4 %, науковці, спеціалісти, менеджери — 13,3 %.